# Макаров, Илья Сергеевич
Илья Сергеевич Макаров (род. 12 февраля 1972) — советский и российский хоккеист, защитник.

## Биография
Начинал играть в московском «Спартаке», тренер Виктор Ярославцев, выпускник ЦСКА.
Выступал за команды СКА МВО (1989/90 — 1990/91), «Спартак» Москва (1991/92 — 1993/94, 1995/96 — 1996/97), «Аргус» (1991/92), «Крылья Советов» и «Крылья Советов-2» (1994/95),
«Северсталь» (1997/98), «Торпедо» Ярославль, «Торпедо-2» и «Нефтехимик» (все — 1998/99), «Воронеж» и «Зволен» (Словакия, оба — 1999/2000), ЦСКА (2000/01), «Титан» Клин (2000/01, 2001/02, 2002/03 — 2005/06),
«Кристалл» Саратов и МГУ (2001/02).
Бронзовый призёр чемпионата СНГ 1991/92.